# Blasphème
Pour le groupe de heavy metal, voir Blasphème (groupe).

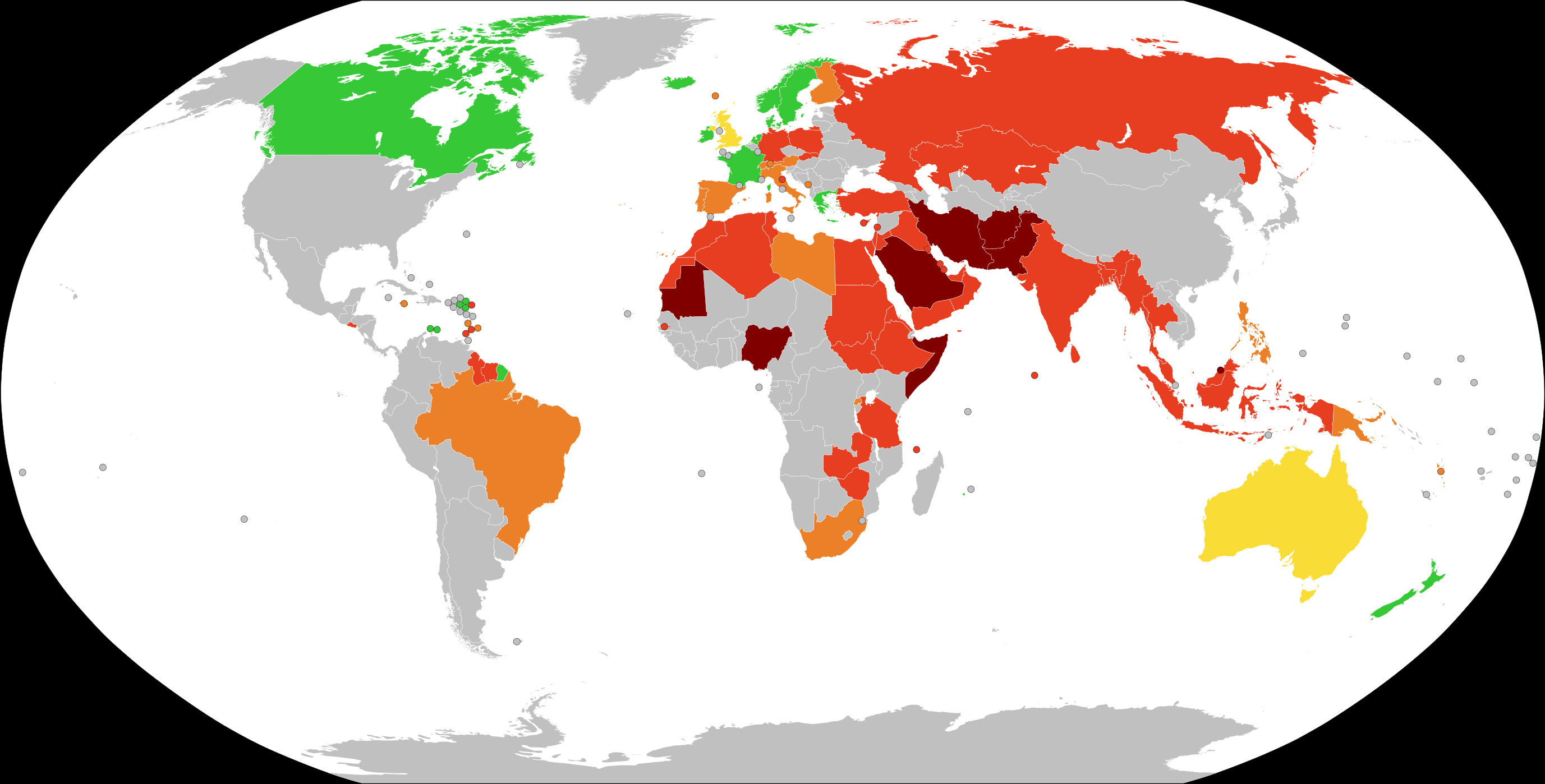
Lois pénalisant le blasphème dans le monde :
Absence de loi
Anciennes lois aujourd'hui abrogées
Restrictions locales
Amendes et restrictions nationales
Peines de prison
Peine de mort

La notion de blasphème désigne à l'origine le fait de « parler mal de quelqu'un, injurier, calomnier » ; elle prend progressivement un sens plus restreint pour ne plus concerner que l'injure appliquée au fait religieux. Ainsi, le dictionnaire Larousse définit le blasphème comme « une parole ou discours qui outrage la divinité, la religion ou ce qui est considéré comme respectable ou sacré ». La difficulté de cette notion tient à la multiplicité de ses définitions au cours du temps et suivant la géographie ; le blasphème peut être vu comme une construction historique à variétés multiples.
La France sera le premier État à abolir le délit de blasphème du Code pénal le 25 septembre 1791 lors de la Révolution française mais il restera persistant dans divers textes ; le délit de blasphème inscrit dans le code d'Alsace-Moselle ne sera abrogé qu'en 2017.
Selon les époques et les régions du monde, le blasphème dans son acception religieuse a pu être toléré ou réprimé. En 2020, la situation varie fortement d'un pays à l'autre. Ainsi, certains pays n'ont jamais pénalisé le blasphème (exemples : États-Unis, Chine, Japon) ou ont aboli leurs lois sur les propos blasphématoires (exemples : France, Canada, pays scandinaves), tandis que d'autres appliquent encore une législation pénalisant les blasphémateurs, par des sanctions allant de la simple amende (exemples : Italie, Autriche, Brésil) jusqu'à la peine de mort (exemples : Afghanistan, Brunei, Mauritanie, Nigeria, Iran, Pakistan, Somalie, Arabie saoudite), en passant par diverses peines d'emprisonnement (exemples : Allemagne, Russie, Inde, Égypte).

## Étymologie

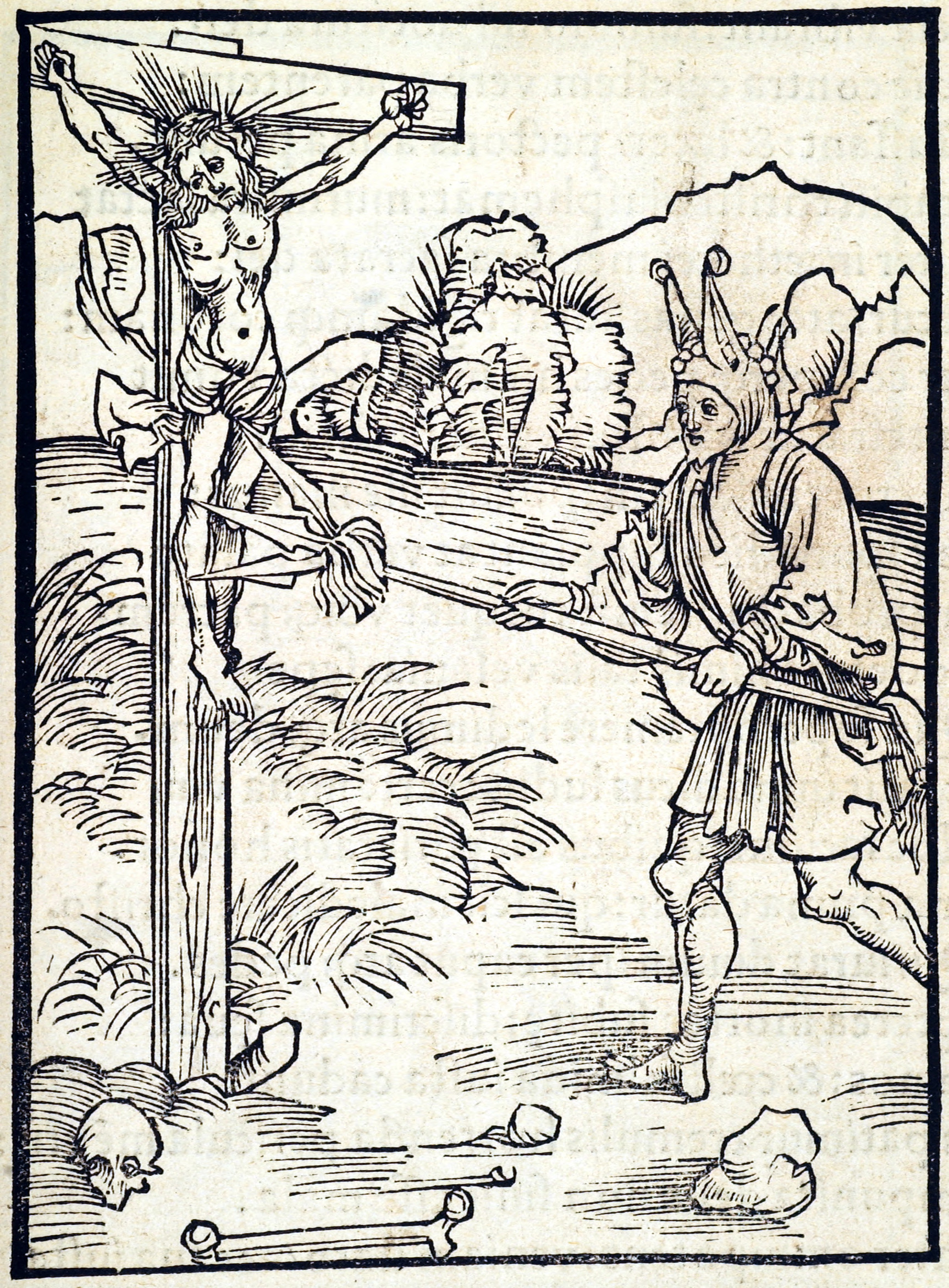
Du blasphème, gravure dont l'original est attribué à Albrecht Dürer, in La Nef des fous de Brant, 1494.

Le terme « blasphème » vient du latin blasphemia, lui-même emprunté au grec βλασφημία / blasphemía, de βλάσφημος / blásphêmos, « qui prononce des paroles impies, qui blasphème ». Le second élément de ces deux mots se retrouve dans le substantif φήμη / phếmê, « parole, discours ». Le premier élément βλασ- / blas- peut être rapproché du verbe βλάπτω / bláptô, « endommager, nuire ». C'est dans le grec de la Septante et du Nouveau Testament que le verbe et le substantif ont reçu le sens religieux de « blasphémer ».
Au fil des siècles, le mot s'applique de plus en plus exclusivement à l'insulte envers la religion,.

## Contexte historique et politique
Une parole (ou un acte) n'est pas blasphématoire dans l'absolu. Le jugement de ce qui constitue un blasphème est en grande partie historique et politique.

### La notion de blasphème dans l'histoire
Le caractère blasphématoire et sa gravité peuvent être évalués par rapport à ce que défend une religion dans son dogme, mais aussi par rapport aux critères d'une époque, en fonction des perceptions politiques et religieuses du moment. Selon la place que lui laisse la société, une religion impose ou non ses valeurs au droit qui les traduit.

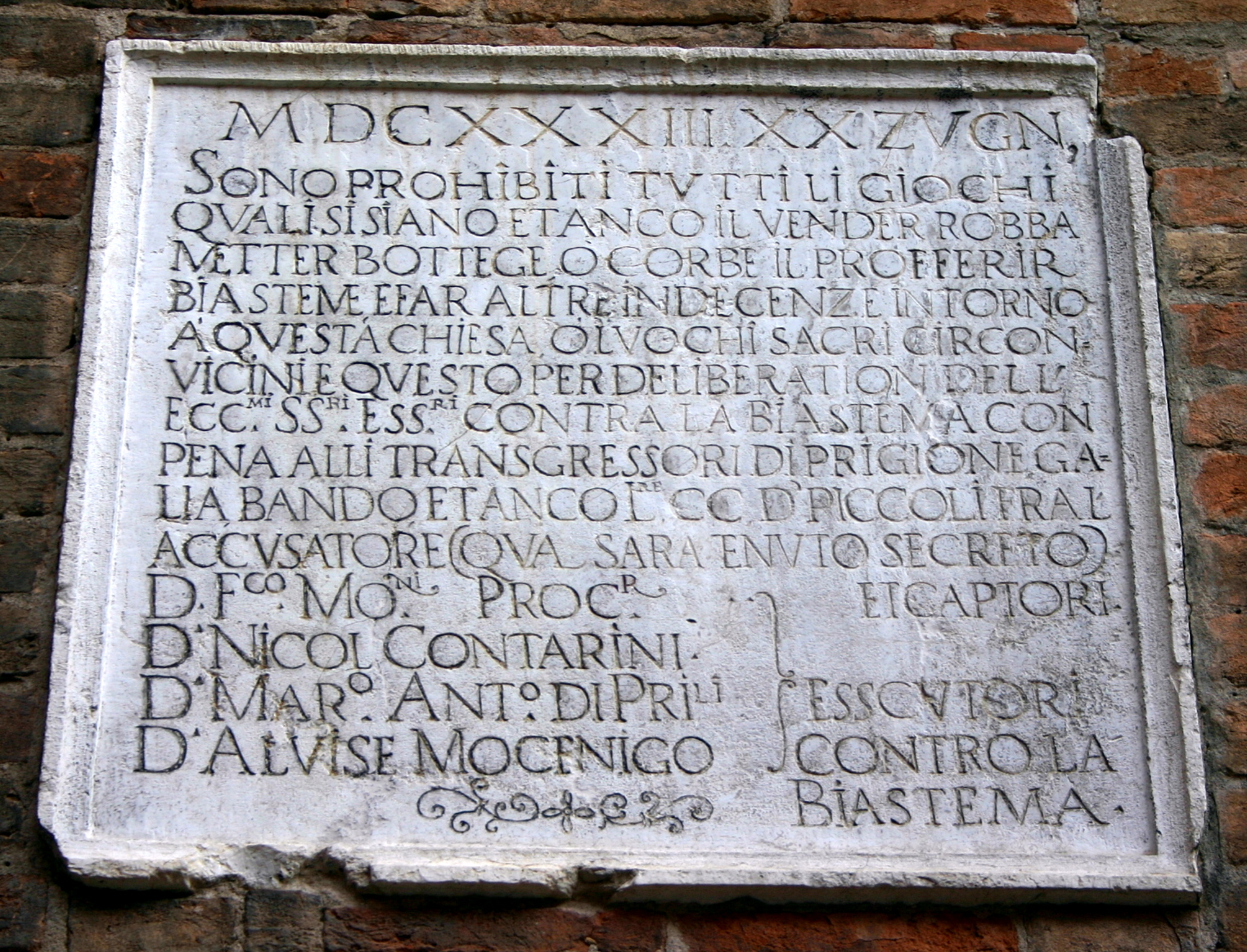
Plaque sur la façade de l'église Santo Stefano de Venise, où « la législation contre le blasphème » interdit de jouer, vendre des marchandises et blasphémer à proximité de cette église, 1633.

Voltaire fait remarquer qu'« on accusa de blasphème les premiers chrétiens (pour monothéisme) ; mais les… Joviens, qui reprochaient le blasphème aux premiers chrétiens, furent enfin condamnés eux-mêmes comme blasphémateurs sous Théodose II ».
Là où il existe des sanctions pour blasphème, c'est le pouvoir politique qui en décide. Dans l'Europe chrétienne, c'était le roi qui punissait le blasphème, et cela jusqu'au XVIIIe siècle. On peut citer notamment une ordonnance de Charles VI, datée de 1397 : au premier blasphème, mise au pilori pendant neuf heures puis en prison pendant un mois ; la deuxième fois, condamnation à avoir la lèvre supérieure fendue ; la troisième fois, c’est la lèvre inférieure ; la quatrième fois, on leur entaille les deux joues ; et au cinquième blasphème, on coupe la langue, « pour qu’ils ne puissent plus dire de pareilles choses ». Il s'agit de punir ceux qui tenteraient de rompre l'ordre hiérarchique en offensant Dieu et son représentant sur terre,.

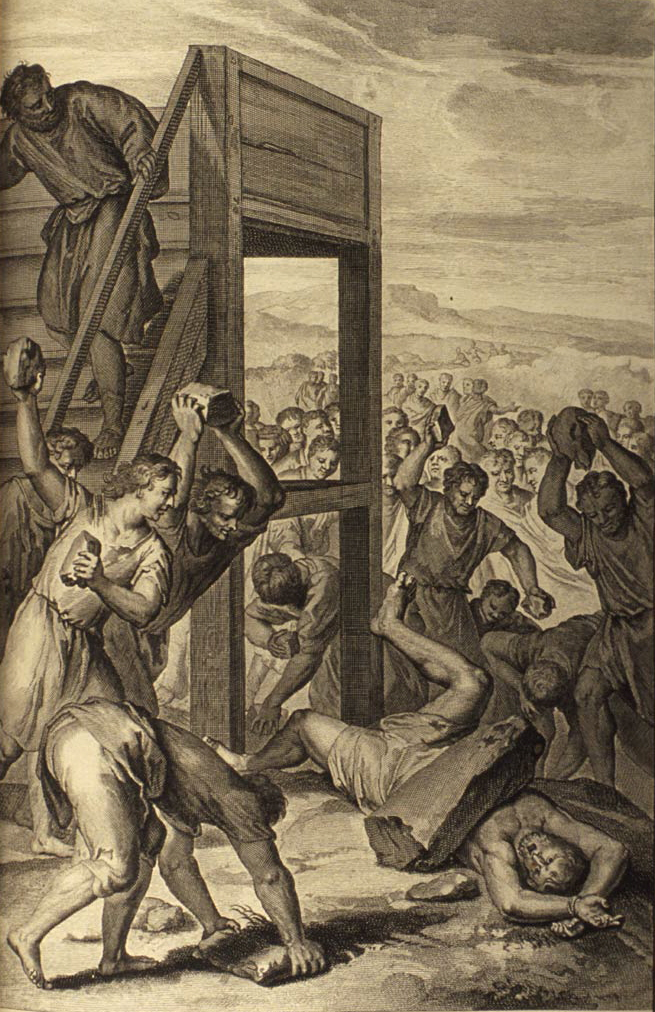
Le Blasphémateur lapidé, par Gérard Hoet et Abraham de Blois, Figures de la Bible, P. de Hondt éditeur, La Haye, 1728.

En Europe, la tradition des Lumières depuis le XVIIIe siècle a sorti la religion de la sphère politique et juridique et a laissé à la seule religion l'idée de blasphème. Dès le XVIIe siècle, les philosophes dénient à la religion le droit d'imposer ses croyances à toute la société et donc des éventuelles sanctions en cas d'atteinte à ces croyances considérées comme des blasphèmes ou des critiques. Pierre Bayle, au XVIIe siècle, affirme que « le blasphème n'est scandaleux qu'aux yeux de celui qui vénère la réalité blasphémée ». La Révolution française abolit le délit de blasphème, consacre la notion de liberté d'expression et depuis, l'idée même de blasphème ne concerne que les fidèles d'une religion et les religieux. Avec le temps, la chrétienté abandonne ses prétentions à punir civilement le blasphème. En république, le blasphème n'existe pas[pas clair].
Un exemple d'évolution historique concerne l'habeas corpus en Grande-Bretagne (droit d'être présenté devant un juge, pas d'arrestation arbitraire, notamment pour ses croyances religieuses) : avec la Déclaration des droits de l'homme, la notion disparaît.
L’article 18 de la Déclaration universelle des droits de l'homme garantit la liberté de croyance, et la notion de blasphème comme faute ou délit disparaît peu à peu du droit moderne. Récemment encore, la notion disparaît des références à l'ONU.

### Problématique politique
Le blasphème prend son sens à travers ce qu'il reflète du point de vue des religieux et de l'état politique du pays où il est davantage une hérésie ou bien une atteinte à l'ordre public. Dans l'intervention au nom de l'ordre public, l'accusation de blasphème relève de l'interdiction de la liberté d'expression et constitue un instrument du pouvoir politique.
Beaucoup d'idéologies, qu'elles soient religieuses ou non, conduisent à délimiter un domaine sacré exclusif du domaine profane. La protection de ce domaine sacré se caractérise par un système d'interdits. Par rapport à ces interdits, la société, lorsqu'il s'agit d'une société théocratique, peut intervenir pour « protéger Dieu » ou pour « protéger les pratiquants ». Dans une société nationaliste où la nation est au cœur de l'idéologie, c'est par exemple le « drapeau » ou l'hymne national qui sera sacralisé. On diabolisera dans ce cas le « délit d'outrage au drapeau ou à l'hymne national ». Dans les États à religion officielle, lorsque le fait religieux est au centre fondateur de la société, la loi protège la religion. Dans ce contexte, le blasphème peut être un délit, parce qu'il s'attaque au fondement même de l'ordre social. Lorsque l'État ne se fonde pas ou plus sur la religion mais sur un droit non divin, le blasphème peut constituer un préjudice pour les fidèles en tant que citoyens protégés par la loi qui les autorise à posséder leurs propres croyances. Le blasphème peut engager la responsabilité civile de celui qui le profère, lequel peut se trouver condamné s'il contrevient au droit de libre croyance.
Un blasphème n'est tel que de la part d'un membre de la communauté religieuse concernée qui ne se soumet pas aux règles et croyances d'une religion qu'il ne respecte pas. Venant de l'extérieur, les propos irrespectueux ne peuvent atteindre les croyants ni leur foi s'ils émanent de quelqu'un qui ne partage pas cette même foi.
C'est pourquoi, il est impossible pour le droit de définir le blasphème. Ce dernier ne se comprend que de l'intérieur, au sein d'une religion et d'une croyance, et d'une communauté religieuse. En dehors d'elles, l'idée même de blasphème est difficilement perceptible par les non-croyants.
Un blasphème conscient trahirait, aux yeux des institutions religieuses, une volonté d'agression délibérée, un rejet de l'« autre » et de ses valeurs. À ce titre, un État théocratique peut être conduit à lutter contre le blasphème, tandis qu'un État laïc peut le sanctionner, mais indépendamment de toute considération religieuse, afin de préserver la paix sociale si nécessaire.
La prévention du blasphème tend à la mise en place d'une censure dans les États théocratiques ou nationalistes. Selon ses défenseurs, « la liberté de conscience implique la liberté d’expression. Chacun est donc libre de s’exprimer, y compris sur des sujets religieux […] ». Ce principe conduit les laïques à considérer que la liberté, de pensée ou d'expression, est absolue ou elle n’est pas.
La réponse politique à apporter face au blasphème doit apporter un arbitrage entre liberté d'expression et droit au respect de la religion ou de symboles nationaux.
En Occident, les hommes blasphèment plus que les femmes, ces dernières choisissant plutôt de maudire.

### La législation française sur le blasphème
La définition du « blasphème » entre dans le droit français au XIIIe siècle avec la définition donnée par Thomas d'Aquin après de multiples débats avec les moralistes : un péché de langue, une « défaillance dans la profession de foi », donc une atteinte dans sa « pureté », ce qui justifie sa répression qui devient féroce avec le roi Louis IX, préoccupé par sa lutte contre les hérétiques, les juifs et l'islam, et passe par la mutilation de la langue et des lèvres.

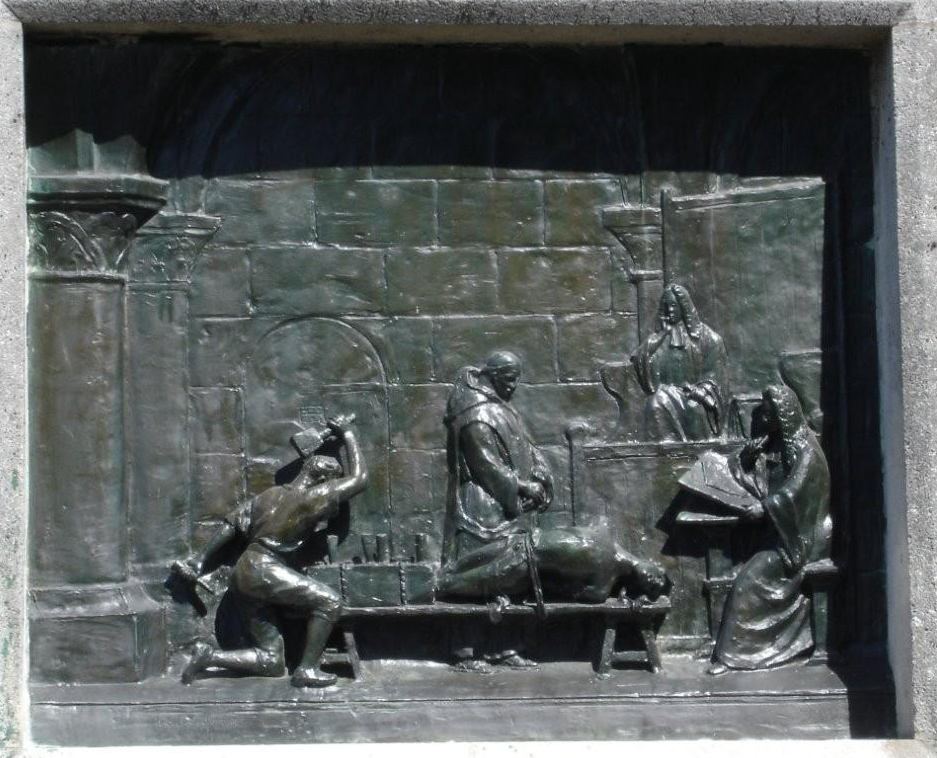
Le mémorial du chevalier de La Barre à Abbeville.

La critique de la législation sur le blasphème remonte au siècle des Lumières. À cette époque, Voltaire prend le cas du chevalier de La Barre, âgé de 20 ans, qui représente le dernier cas, en 1766, de torture et d'exécution pour blasphème en France, comme une démonstration de l'obscurantisme des lois religieuses et de la nécessité de la liberté de pensée.
Les articles 10 et 11 de la Déclaration des droits de l'homme et du citoyen de 1789 suppriment la notion de blasphème du droit français, tant qu'il n'y a ni abus ni trouble à l'ordre public. La Restauration tente une loi sur le sacrilège (notion voisine du blasphème) ; mais elle est rapidement abrogée sous la monarchie de Juillet, puis définitivement supprimée par la loi du 29 juillet 1881 sur la liberté de la presse. L'affirmation des libertés d'expression et de pensée par la Révolution française s'inscrit — de fait — contre ce qu'avait été la position de l'Église catholique dans ce domaine ; elle met fin à son rôle historique de fondement de l'ordre social. La loi sur la liberté de la presse de 1881 intervient dans un contexte de laïcité ; elle n'interdit pas des campagnes de presse extrêmement violentes (de part et d'autre), qui achèvent de briser l'idée d'un lien naturel entre État et religion, et conduisent finalement à la Séparation des Églises et de l'État de la loi de 1905.
En France, les lois sanctionnent l'injure et la diffamation des personnes et des groupes, et précisément les attaques contre des groupes religieux lorsqu'ils sont dénigrés en tant que tels. Ce qui est interdit, c'est « l'injure, l'attaque personnelle et directe dirigée contre un groupe de personnes en raison de leur appartenance religieuse » ou l'incitation à la haine raciale ou religieuse. Les tribunaux ont à juger souvent des affaires de diffamation des individus. Mais la justice civile, qui n'a pas pour fonction de faire respecter les dogmes religieux, déboute quasi systématiquement les groupes religieux qui voudraient limiter la liberté d'expression pour protéger leurs croyances et leurs opinions religieuses. La loi du 29 juillet 1881 modifiée concerne l'injure et la diffamation et limite la liberté d'expression à ce qui pourrait créer des troubles à l'ordre public. Comme depuis 1791 il n'existe plus de délit spécifique de blasphème, c'est bien l'ordre social et la tranquillité publique qui sont protégés.

### Athéisme et liberté de pensée
L'athéisme critique les religions en raison de leur inutilité, voire de leur nocivité. Avec la liberté de pensée qui est un pilier des sociétés démocratiques, l'idée que les États puissent poursuivre comme blasphémateurs les incroyants et les athées n'est plus de mise. Des groupes luttent au Royaume-Uni contre la répression du blasphème. Prenant en considération l'affaire Salman Rushdie mais aussi et d'abord les poursuites contre les athées allemands[pas clair], un groupe s'est constitué en Belgique en 1989 : la Ligue pour l'abolition des lois réprimant le blasphème et le droit de s'exprimer librement (LABEL).
La Journée internationale du blasphème (Blasphemy Day) est célébrée chaque année le 30 septembre pour encourager les individus et les groupes à exprimer ouvertement leurs critiques de la religion et des lois sur le blasphème. Elle a été créée en 2009 par l'ONG Center for Inquiry. Dans un entretien sur la chaîne CNN, Ronald Lindsay, président et chef de la direction du Center for Inquiry, a déclaré à ce propos : « [Nous pensons] que les croyances religieuses devraient être soumises à un examen et à des critiques, tout comme le sont les croyances politiques mais il existe un tabou sur la religion ».

## Blasphème par religion

### Judaïsme

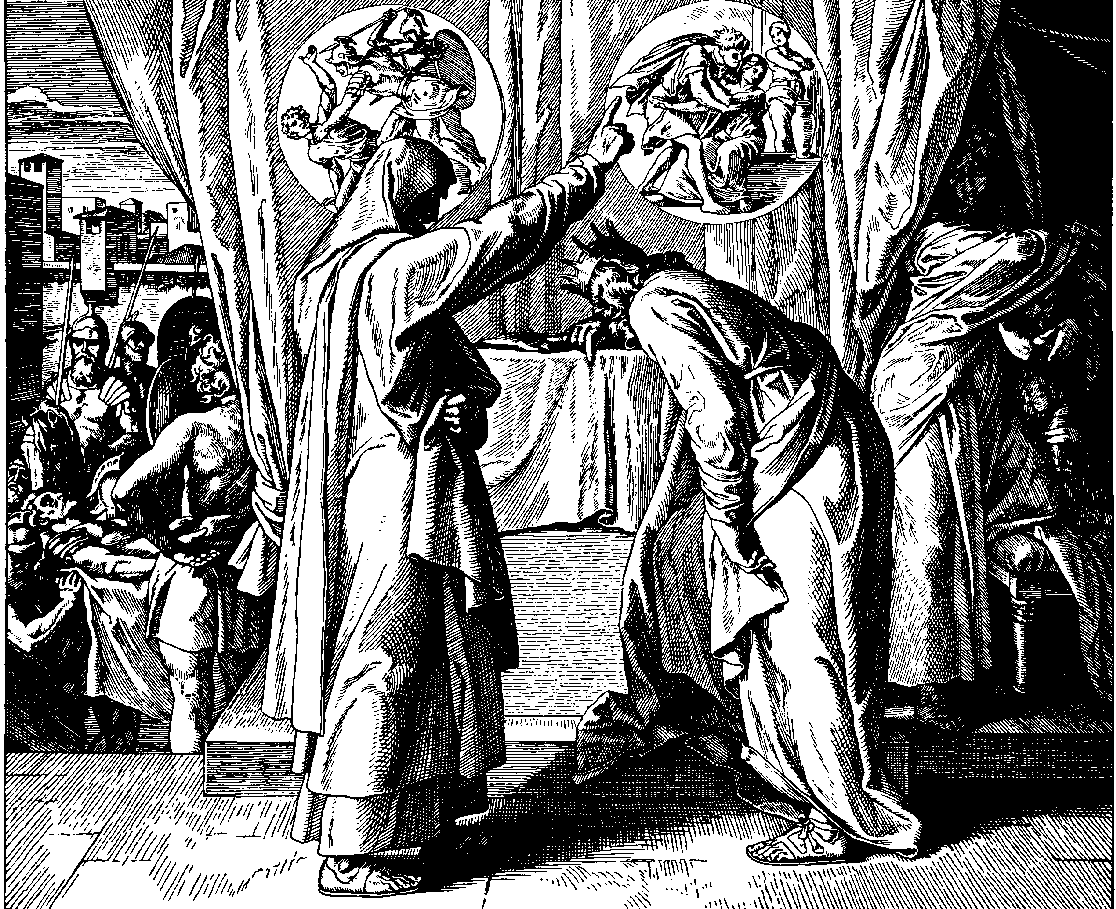
Nathan accuse David à propos de sa relation avec Bethsabée : « Par cet acte, vous avez donné l'occasion aux ennemis de l'Éternel de blasphémer » (2 Samuel 12:14), gravure de Julius Schnorr von Carolsfeld, 1860.

Dans le judaïsme, où il est interdit de représenter Dieu, la notion de blasphème reste limitée : le judaïsme condamne et exclut plus facilement « celui qui porte atteinte à la communauté » que celui qui maudit Dieu.
Dans le Lévitique (24:16) le châtiment du blasphème est la mort, et pour la Halakha la seule forme de blasphème passible de la peine de mort est de blasphémer le Nom du Seigneur, conformément au troisième Commandement : « Tu n'invoqueras pas le Nom du Seigneur en vain. »
Cependant, dans la Bible, le châtiment réservé aux faux prophètes est la lapidation : « Si un prophète ou un visionnaire t'annonce un signe ou un prodige, même s'il se réalise, et qu'il te dise : « Allons à d'autres dieux inconnus de vous, et rendons-leur un culte », tu n'écouteras pas ses paroles… Il sera mis à mort pour avoir prêché la révolte contre le Seigneur votre Dieu » (Dt 13:2-6).
Selon le Talmud, le blasphème est le fait de considérer Dieu comme un homme. Il faut conserver une connaissance de l'infini pour éviter l'idolâtrie.
Dans les sept lois de Noé, que le judaïsme estime valables pour tous, même les non-juifs, le blasphème est également interdit.

### Christianisme

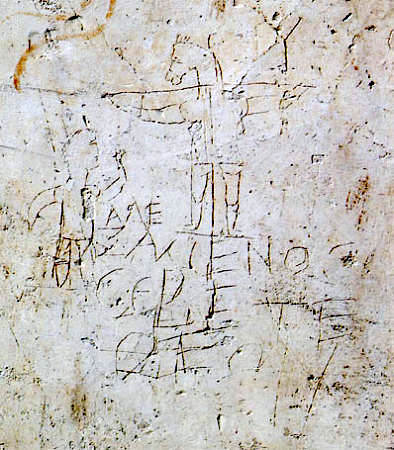
Le graffiti d'Alexamenos, dessiné entre le I et le III, est peut-être la plus ancienne image de la crucifixion de Jésus. Or sa signification est insultante envers Jésus, représenté avec une tête d'âne.

Jésus est condamné pour blasphème par les Juifs qui l'ont amené à Ponce Pilate,. Peu après, les empereurs romains condamnent à mort les premiers chrétiens pour avoir commis le crime de blasphème, puis les jeunes Églises du christianisme primitif s'accusent mutuellement d'être blasphématrices.
Le deuxième Commandement (« Tu ne prononceras pas le nom du Seigneur ton Dieu à faux ») prescrit de respecter le Nom du Seigneur. Ce Nom est saint. Le blasphème consiste à user du Nom de Dieu ou de Jésus-Christ d'une façon injurieuse, interdiction étendue par le Vatican à la Vierge Marie et les saints.

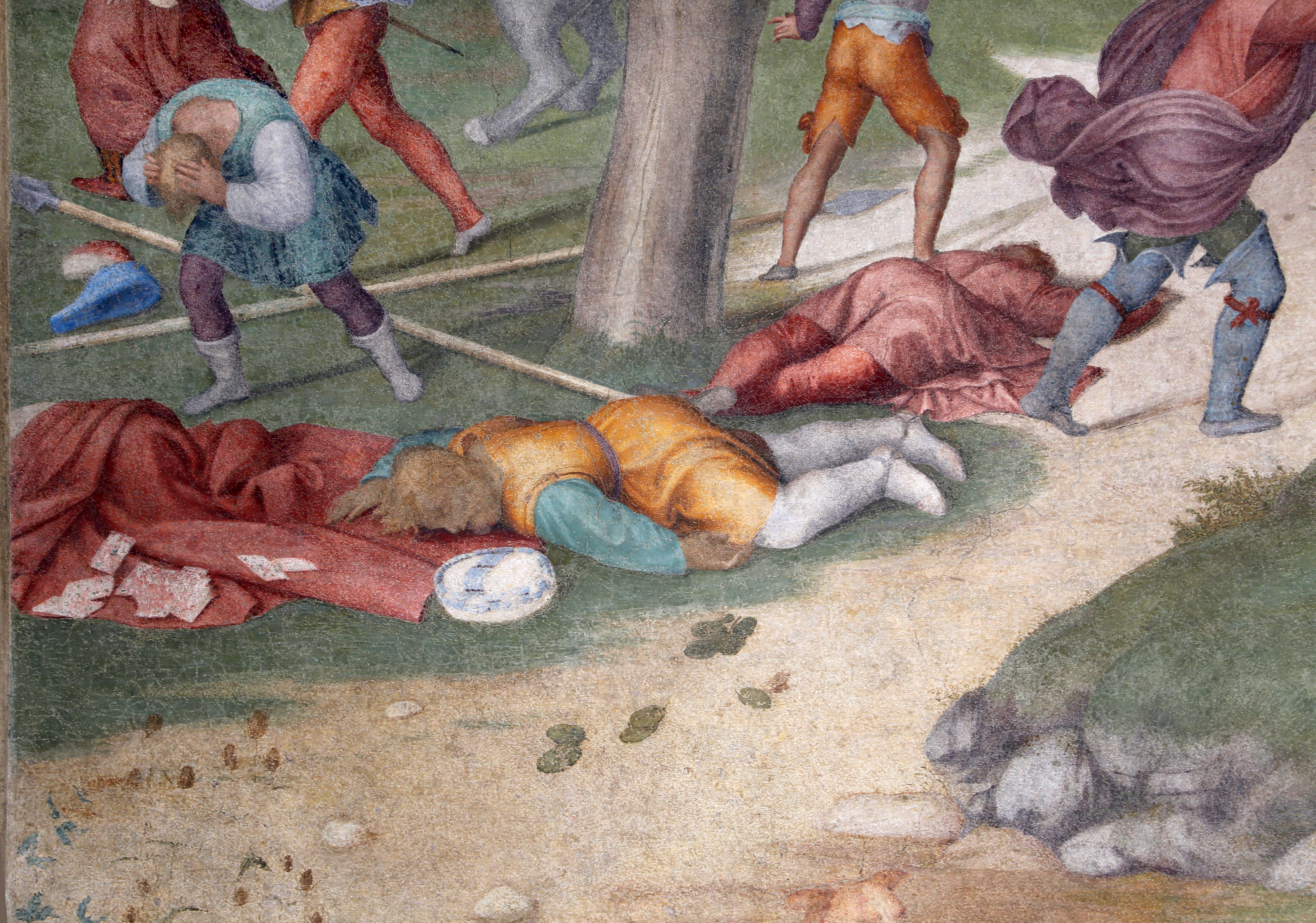
Punition des blasphémateurs, Andrea del Sarto, 1510.

Le seul blasphème ne pouvant être pardonné est celui du péché contre l'Esprit (Lc 12, 8-12) défini comme le refus d'être pardonné par Dieu lui-même.
Dans le droit canon de l'Église catholique, aucune sanction n'est prévue contre le blasphème. D'une façon générale, la plus grave sanction du droit canon est l'excommunication, latae sententiae (du fait même de la commission du délit), qui ne concerne pas le blasphème. Néanmoins, l'Inquisition exécuta souvent[précision nécessaire] pour cause de blasphème.
Au Moyen Âge, des « disputations » judéo-chrétiennes ont été organisées par l'Église catholique, du XIIIe au XVe siècle, au cours desquelles des juifs convertis au christianisme comme Nicolas Donin ou Pablo Christiani ont affirmé que le Talmud contenait des références insultantes à Jésus,. En France, une commission de théologiens chrétiens condamna le Talmud à être brûlé et le 17 juin 1244 : vingt-quatre charretées de manuscrits religieux juifs sont détruits place de Grève à Paris,.

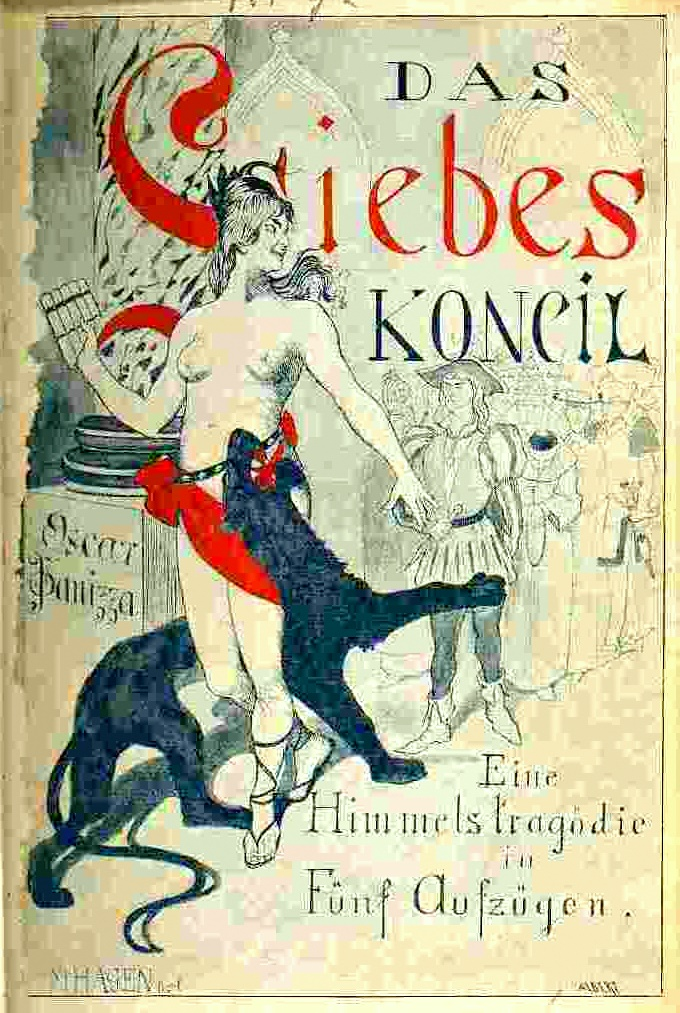
Couverture du Concile d'amour, 1894.

Dans la Bavière catholique, Oskar Panizza publie en 1894 une pièce de théâtre intitulée Le Concile d'amour, où Dieu, indigné par le comportement dépravé de la cour du pape Alexandre Borgia, punit l'humanité en lui envoyant la syphilis. La pièce est interdite, et l'auteur condamné à un an de prison pour cause de blasphème.

### Islam

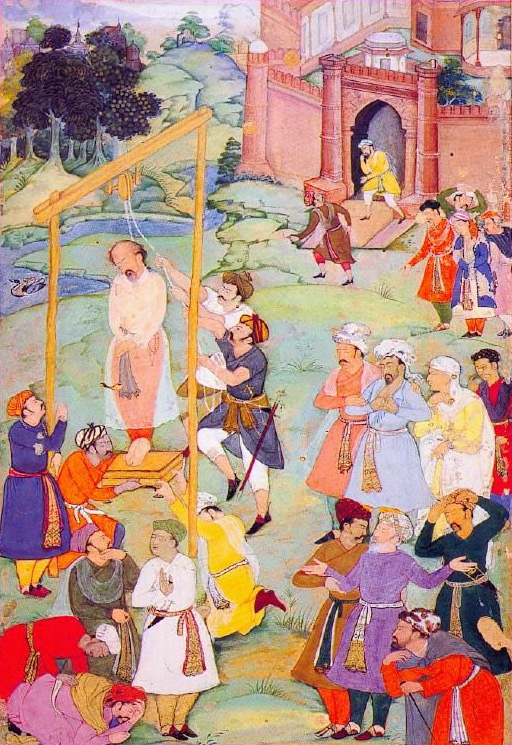
Exécution à Bagdad du professeur soufi Mansur Al-Allaj, au milieu d'intrigues politiques et d'accusations de blasphème, 1602.

Tareq Oubrou, le grand imam de Bordeaux, explique : « Le terme [blasphème] n’a pas d’équivalent en arabe. L’islam parle, lui, d’apostasie, ce qui veut dire renier sa religion ».
Toutefois, une critique de l'islam est considérée comme un blasphème par de nombreux États, qui infligent des punitions pouvant aller jusqu'à la condamnation à mort (Arabie saoudite, Iran, par exemple : il existe actuellement des condamnations pour ce motif dans ces pays).
Le cheikh Sayyid Sâbiq précise la notion d'apostasie (riddah ou Ar-riddah, le retour en arrière) qui ne concerne que le croyant musulman : « L'apostasie signifie le détournement délibéré, sans contrainte aucune, du musulman, mature et conscient, de l’islam vers le reniement. Cette définition est aussi bien valable pour l’homme que pour la femme ». Cependant : « Trois catégories de personnes ne sont pas responsables de leurs actes : le dormeur jusqu’à ce qu’il se réveille, l’enfant jusqu’à ce qu’il atteigne la puberté et le malade mental jusqu’à ce qu’il reprenne conscience ». Par ailleurs : « un musulman qui renie l’islam sous la contrainte n’est pas un apostat ».
Tout cela ne s’applique pas aux musulmans récemment convertis qui ne connaissent pas encore les directives ni les limites qu’ils doivent observer. Si l’un d’eux nie par ignorance un élément de la religion, il n’est pas considéré comme un apostat jusqu’à ce qu’il soit instruit en islam.
L'apostasie est passible de mort dans de nombreuses traditions musulmanes. Au Maroc par exemple, le conseil des oulémas, présidé par le Roi, a réaffirmé la peine de mort pour les apostats. Mais la fatwa (décret religieux) n'a pas été confirmée par le droit civil. Le débat en islam reste ouvert[réf. souhaitée].
Le monde musulman considère le blasphème comme une faute dont la sanction varie selon les pays et les régimes. Les blasphémateurs, considérés comme tels, sont les intellectuels et les artistes exprimant une parole libre et dont la figure emblématique est Salman Rushdie, objet d'une fatwa de l'imam Khomeyni en 1989.
L'histoire de l'Iran depuis les dernières décennies, ou le « printemps arabe » de plusieurs États, montrent que ces notions ne sont pas figées, non plus que les décisions de répression prises par différents pouvoirs. De même à l'échelle internationale, l'actuelle tendance du monde islamique à vouloir faire du blasphème un délit, montre la mobilisation de forces suivant une stratégie politique.
En Arabie saoudite, les intellectuels qui prônent une évolution de l'islam et une réforme libérale, et qui dénoncent l'extrémisme du wahhabisme, sont accusés de blasphème et menacés des peines les plus lourdes.

On trouve dans le Coran des préconisations de sagesse pour ne pas opposer la violence au blasphème. Les manifestations violentes contre les mécréants jugés blasphémateurs ne sont pas autorisées. Le Coran préconise uniquement une réaction pacifique : 

« Et quand tu verras ceux qui plaisantent avec nos signes, alors détourne-toi d’eux jusqu’à ce qu’ils changent de conversation. Et si Satan te fait oublier ce précepte, alors après t’en être souvenu, ne reste pas assis en compagnie des injustes. »

— (Ch.6 :68)

## Blasphème et droit dans le monde

### L'ONU
L'Organisation des Nations unies a été le lieu de nombreuses discussions concernant la notion de blasphème. Du fait que le droit pénal musulman est fondé sur la Charia laquelle pénalise l'apostasie exprimée dans l'acte de blasphémer, des pays musulmans ont proposé d'adapter le droit international en ce sens.
En 2012, Stéphanie Le Bars, journaliste au Monde, note : « Depuis 1999, tous les ans, les 57 pays de l'Organisation de la coopération islamique (OCI) s'efforcent de promouvoir, devant la commission des droits de l'homme de l'ONU, le concept de diffamation des religions, un faux nez pour imposer au monde un controversé « délit de blasphème », surtout en vigueur dans les pays musulmans. Et chaque année, les pays occidentaux, rejoints par l'Amérique latine et l'Afrique, s'y opposent fermement au nom de la liberté d'expression et du droit international ». Le 19 décembre 2011, l’Assemblée générale de l’ONU décide finalement d'abandonner le concept de « diffamation des religions » et adopte par consensus un texte, présenté par l'OCI et destiné à soutenir la « lutte contre l’intolérance, les stéréotypes négatifs, la stigmatisation, la discrimination, l’incitation à la violence et la violence fondés sur la religion ou la conviction ».

### Comparaison mondiale
Une étude du Pew Research Center estime qu'en 2012, 22 % des pays et territoires ont des lois anti-blasphème, et 11 % disposent de textes pénalisant l'apostasie. Les sanctions juridiques pour ces transgressions varient de l'amende à la mort (voir, par exemple, le cas du code pénal de la Mauritanie, ci-dessous).
| Région                            | Lois pénalisant le blasphème                         | Lois condamnant l'apostasie |
| --------------------------------- | ---------------------------------------------------- | --------------------------- |
| Afrique du Nord, Moyen-Orient     | 70 % (14 des 20 pays)                                | 60 % (12 des 20 pays)       |
| Organisation des États américains | 31 % (11 des 35 pays)                                |                             |
| Asie-Pacifique                    | 18 % (9 des 50 pays)                                 | 10 % (5 des 50 pays)        |
| Afrique subsaharienne             | 6,25 % (3 des 48 pays)                               | 8,3 % (4 des 48 pays)       |
| Europe                            | 24,44 % (11 des 45 pays)                             |                             |
| États-Unis                        | plusieurs États ont des lois visant les publications |                             |

En 2011, le même institut notait : « Près d’un pays sur deux (47 %) disposent de lois ou de politiques qui pénalisent le blasphème (insulte à la religion), l’apostasie (abandon de la foi) ou la diffamation (dénigrement ou critique de certaines religions ou de la religion, en général) ».
En 2012, il y a des lois anti-blasphème dans 33 pays. Parmi ceux-ci, 21 pays sont des pays musulmans. Les insultes à la religion restent un crime passible de mort sur des terres musulmanes.

### Afrique du Nord,Moyen-Orient

#### Arabie saoudite
La loi prévoit des punitions extrêmement sévères contre le blasphème. Des châtiments corporels, par exemple des coups de fouet, des peines d'emprisonnements et des condamnations à mort sont appliqués. De nombreuses études montrent que les références de l'Arabie et celles du groupe dit État islamique (Daech) en matière de punitions du blasphème, sont les mêmes,.
Le blogueur saoudien Raif Badawi a été condamné en 2015 à dix ans de prison, mille coups de fouet et une amende d'un million de riyals saoudiens (environ 226 000 euros) pour avoir créé un forum en ligne destiné au débat public et « insulté l'islam ». Le 9 janvier 2015, il reçoit cinquante premiers coups de fouet (sur les mille prévus) sur une place publique, à Djeddah, après les prières du vendredi,.
Le poète palestinien Ashraf Fayad qui vit en Arabie saoudite, est actuellement condamné à mort pour blasphème.
L'athéisme est également interdit, poursuivi et sévèrement puni — peine de mort encourue pour cause d'athéisme, celui-ci étant considéré comme terroriste.

#### Égypte
L'Égypte, république à majorité musulmane (95 %), est signataire du Pacte international relatif aux droits civils et politiques, qui, conformément à la Charte des Nations unies et à la Déclaration universelle des droits de l'homme doit garantir la liberté d’expression et de conscience.
L'article 98 du code pénal égyptien, modifié par la loi 147/2006, dispose que quiconque propage, dans le but d'inciter à la haine, des propos diffamatoires à l'égard d'une religion est passible d'une peine de 6 mois à cinq ans de prison et/ou d'une amende.
En 2013, Amnesty International s'inquiète des « charges pénales de « diffamation religieuse » retenues dans plusieurs affaires à travers l’Égypte (…) débouchant sur de lourdes amendes et, dans la plupart des cas, des peines d’emprisonnement ».

#### Iran
La loi iranienne sur la presse de 1979 dispose, à son article 20, que « quiconque insulte la religion révélée de l'islam et ses choses sacrées ou d'autres religions reconnues dans le pays par le biais de la presse sera condamné à une peine de six mois à 7 ans d'emprisonnement ». Cette loi est remplacée en 1986 par une autre (fa), qui dispose, à son article 26, que « quiconque insulte la religion révélée de l'islam et ses choses sacrées par le biais de la presse, si son acte équivaut à l'apostasie, la peine pour apostasie sera prononcée et exécutée à son endroit, sinon, il sera traité selon l'opinion du juge de la charia conformément à la loi sur les taʾzîrâte »,. Mais malgré cette disposition, le code pénal iranien ne prévoit, à cette époque, aucune sanction en ce qui concerne le blasphème ou l'apostasie. La sanction pour blasphème est finalement définie par l'article 513 du code pénal, adopté en 1996 : « Quiconque insulte les choses sacrées de l'islam ou l'un des grands prophètes ou imams purifiés (as) ou Hazrat Siddiqah Tahirah (s), si cela rentre de la cadre du sabb al-Nabi (fa), sera exécuté, sinon, il sera condamné à une peine d'emprisonnement de un an à cinq ans ». L'article 263 du code pénal exclut de la définition du sabb al-Nabi les « propos [...] prononcés par contrainte, par négligence, par erreur, en état d'ivresse, en colère ou sans avoir porté attention au sens des mots ou rapportés par une autre personne ». Pour les propos prononcés en état d’ivresse, en colère ou rapportés par une autre personne, un ta'zir allant jusqu'à 74 coups de fouet peut-être appliqué. L'Iran étant un État chiite, la question de savoir si l'article 513 du code pénal concerne également les choses que seuls les sunnites considèrent comme sacrées fait débat. Le 26 mai 2019, le maddah (en) Ahad Qadami, gendre de Parvine Ahmadinejad (en) (sœur de l'ancien président Mahmoud Ahmadinejad), est licencié, arrêté et sanctionné pour avoir maudit les trois premiers califes bien guidés et Aïcha lors d'une cérémonie religieuse retransmise en direct sur Tehran TV,,,,.
D'après l'ONG Iran Human Rights (en) (IHR), les « exécutions pour blasphème sont rares ».
Le 8 mai 2023, Yousef Mehrdad et Sadrollah Fazeli Zare (en), condamnés à mort pour avoir animé des chaînes Telegram islamophobes, sont pendus,. Toujours d'après IHR, il s'agit de la première exécution pour blasphème en Iran depuis neuf ans.

#### Jordanie
D'après Le Monde, « En Jordanie, une personne qui est accusée de blasphème contre l’Islam ou d’avoir insulté le prophète Mahomet peut se voir condamner à faire de la prison. La peine maximum est de trois ans d’emprisonnement ».

#### Soudan
En juin 2014, une femme soudanaise est condamnée à cent coups de fouet et à la pendaison pour s’être convertie au christianisme.

### Asie-Pacifique

#### Australie
Le blasphème n'est pas une infraction pénale en vertu de la loi fédérale australienne, mais la situation de jure varie au niveau de l'État et du territoire ; il n'est actuellement appliqué dans aucune juridiction australienne.
Les délits de blasphème et de diffamation blasphématoire dans la common law anglaise ont été transférés dans les colonies australiennes. Les délits de common law ont été totalement abolis dans le Queensland et l'Australie-Occidentale, lorsque ces juridictions ont adopté des codes qui ont remplacé la common law. En Australie-Méridionale, dans l'état de Victoria et le Territoire du Nord, la situation est ambiguë, car les codes pénaux locaux ne mentionnent pas le blasphème mais n'abolissent pas non plus spécifiquement les infractions de droit commun.
En Nouvelle-Galles du Sud et en Tasmanie, les codes pénaux incluent une infraction de blasphème ou de diffamation blasphématoire, mais les articles concernés ne sont pas appliqués et généralement considérés comme obsolètes. Néanmoins, ces articles concernent exclusivement les propos qui attentent à l'Église d'Angleterre.
L'article 119 du Code pénal tasman, datant de 1924, déclare :

« (1) Quiconque, par des paroles prononcées ou destinées à être lues, publie volontairement un libelle blasphématoire est coupable du crime de blasphème.
(2) La question de savoir si une matière ainsi publiée est ou non blasphématoire est une question de fait.
(3) Ce n'est pas une infraction en vertu du présent article d'exprimer de bonne foi et dans un langage décent, ou de tenter d'établir par des arguments utilisés de bonne foi et transmis dans un langage décent, une opinion quelle qu'elle soit sur un sujet religieux.
(4) Nul ne peut être poursuivi en vertu du présent article sans le consentement écrit du procureur général. »

#### Pakistan
République islamique. Le chapitre XV du code pénal traite des infractions relatives à la religion, les peines prévues s'étendent de la simple amende à la peine capitale. L'article 295-B punit la souillure du Coran par une peine d'emprisonnement perpétuelle. L’article 295-C est le plus sévère : 

« sur l’emploi de remarque désobligeante, etc. vis-à-vis du prophète Mahomet : Quiconque par ses paroles ou ses écrits de façon formelle ou rapportée, par des insinuations directes ou indirectes, défie le nom sacré du prophète Mahomet sera puni par la mort ou condamné à la prison à vie. Il pourra également être condamné à payer une amende. »

En mars 2015, Anne-Isabelle Tollet publie La mort n’est pas une solution (éd. du Rocher). L'auteure explique que 300 personnes sont emprisonnées chaque année pour délit de blasphème et que le gouvernement « ne semble pas prêt à réformer ou abroger la loi, par crainte des fondamentalistes ». La journaliste française, spécialiste de la région, espère relancer la mobilisation autour du cas de Asia Bibi, chrétienne condamnée à mort en 2010, « un an après une dispute avec des femmes musulmanes de son village concernant le prophète Mahomet ».
La loi a été amendée en 2004 pour imposer une enquête plus complète de la part des autorités de police avant toute inculpation. Mais la mise en œuvre de ce léger changement n’a pas eu l’impact escompté dans la pratique[réf. nécessaire].
Ces lois peuvent être utilisées contre des adversaires politiques ou des ennemis personnels[réf. nécessaire].

#### Indonésie
La loi prévoit l'emprisonnement.
En décembre 2014, le rédacteur en chef du « Jakarta Post », journal indonésien anglophone est accusé de blasphème par la police pour avoir publié une caricature de l’État islamique quelques mois auparavant.

### Afrique subsaharienne

#### Mauritanie
République islamique. Le crime d’apostasie est régi par l’article 306 du code pénal (intitulé Attentat aux mœurs de l’islam) du titre II, section IV de l’ordonnance du 9 juillet 1983 portant institution du code pénal :
« Toute personne qui aura commis un outrage public à la pudeur et aux mœurs islamiques ou a violé les lieux sacrés ou aidé à les violer, si cette action ne figure pas dans les crimes emportant la Ghissass ou la Diya, sera punie d'une peine correctionnelle de trois mois à deux ans d'emprisonnement et d'une amende de 5.000 à 60.000 UM.
Tout musulman coupable du crime d'apostasie, soit par parole, soit par action de façon apparente ou évidente, sera invité à se repentir dans un délai de trois jours.
S'il ne se repent pas dans ce délai, il est condamné à mort en tant qu'apostat, et ses biens seront confisqués au profit du Trésor.
S'il se repent avant l'exécution de cette sentence, le parquet saisira la Cour suprême, à l'effet de sa réhabilitation dans tous ses droits, sans préjudice d'une peine correctionnelle prévue au 1er paragraphe du présent article.
Toute personne coupable du crime d'apostasie (Zendagha) sera, à moins qu'elle ne se repente au préalable, punie de la peine de mort. »
En janvier 2014, Mohamed M'Kheitir est arrêté et accusé d'apostasie pour un texte publié sur internet. Il est condamné à mort en décembre de la même année. Une lettre ouverte de « jeunes Mauritaniens et Africains défenseurs des libertés et de la dignité humaine » demande aussitôt sa libération.

### Europe
Dans l'Europe chrétienne, le blasphème fut considéré comme un délit sous la royauté et par l'Inquisition. Cependant la notion de blasphème tend à disparaître à l'époque moderne et d'abord en France avec l'abolition du délit de blasphème par la Révolution et la Déclaration des droits de l’homme de 1789 qui établissent le principe de la liberté d’expression. Désormais, cette notion n'appartient plus qu'à l'histoire passée et renvoie aux sociétés d'Ancien Régime, en tant que notion contraire à l'esprit et aux principes des démocraties modernes, sociétés laïcisées, en particulier dans la République française.
La liberté d'expression est garantie par les déclarations universelles des droits de l'homme à laquelle se réfère l'article 10 de la Convention européenne des droits de l'homme. La formulation de cet article fait rentrer la liberté d'expression dans le droit relatif. Les 47 États membres du Conseil de l'Europe doivent appliquer les décisions de la Cour Européenne des droits de l'homme (CEDH) ; concernant la liberté d'expression, la CEDH a énoncé un principe essentiel dans l'arrêt Handyside c.Royaume-Uni du 7 décembre 1976 : « 49. La liberté d'expression constitue l'un des fondements essentiels de pareille société, l'une des conditions primordiales de son progrès et de l'épanouissement de chacun. Sous réserve du paragraphe 2 de l'article 10 (art. 10-2), elle vaut non seulement pour les "informations" ou "idées" accueillies avec faveur ou considérées comme inoffensives ou indifférentes, mais aussi pour celles qui heurtent, choquent ou inquiètent l'État ou une fraction quelconque de la population. Ainsi le veulent le pluralisme, la tolérance et l'esprit d'ouverture sans lesquels il n'est pas de "société démocratique". Il en découle notamment que toute "formalité", "condition", "restriction" ou "sanction" imposée en la matière doit être proportionnée au but légitime poursuivi. » CEDH, Cour (Plénière), 7 déc. 1976, n° 5493/72.
En Europe, l’Allemagne, l'Autriche, l'Espagne, la Finlande, la Grèce, l’Italie, l’Irlande (jusque 2018), l'Islande (jusqu'en 2015),la Slovaquie, le Liechtenstein, Malte (jusqu'en 2016), la Norvège ( jusqu'en 2009), la Pologne, la Russie, Saint-Marin, le Portugal et la Suisse ont conservé d'anciennes lois contre le blasphème qui ne sont cependant appliquées que de façon prudente, hormis dans la Grèce orthodoxe. Le blasphème n'est réprimé que lorsqu'il trouble l'ordre public ou incite à la haine.
L'Assemblée parlementaire européenne considère que :

« Le blasphème, en tant qu’insulte à une religion, ne devrait pas être érigé en infraction pénale. Il convient, en effet, de distinguer les questions relevant de la conscience morale et celles relevant de la légalité. »

#### Allemagne
L'article 166 du code pénal, intitulé « Diffamation des religions, associations religieuses ou idéologiques », connu aussi sous le nom de Gotteslästerungsparagraph, punit le blasphème jusqu'à trois ans d'emprisonnement, s'il y a trouble de la paix civile.
1. Quiconque publiquement ou par le biais de la diffusion de documents écrits (article 11 (3)) diffame la religion ou l'idéologie d'autrui d'une manière susceptible de troubler la paix publique, est passible d'un emprisonnement de trois ans maximum ou d'une amende.
2. Quiconque publiquement ou par le biais de la diffusion de documents écrits (article 11 (3)) diffame une église ou autre association religieuse ou idéologique au sein de l'Allemagne, ainsi que leurs institutions ou associations, d'une manière susceptible de troubler la paix publique, doit subir la même peine.

On en trouve une traduction dans le code pénal d'Alsace et Moselle :
« Blasphème public contre Dieu » :

« Celui qui aura causé un scandale en blasphémant publiquement contre Dieu par des propos outrageants, ou aura publiquement outragé un des cultes chrétiens ou une communauté religieuse établie sur le territoire de la Confédération et reconnue comme corporation, ou les institutions ou cérémonies de ces cultes ou qui, dans une église ou un autre lieu consacré à des assemblées religieuses, aura commis des actes injurieux et scandaleux, sera puni d’un emprisonnement de trois ans au plus. »

Cet article a servi dans le cas de Manfred van H et l'interdiction en 1994 d'une comédie musicale ridiculisant l'Église catholique utilisant dans sa mise en scène des porcs crucifiés[réf. nécessaire].

#### Autriche
Articles 188, 189 du code pénal.

#### Danemark
Sections 140 et 266b du code criminel danois. L'article 140 du code pénal, adopté en 1866 énonce :

« Celui qui publiquement raille, ou fait outrage aux doctrines de foi ou aux cultes d’une communauté religieuse légalement établie dans ce pays, est passible de prise de corps. »

Le Danemark punissait en théorie ainsi toute moquerie publique d’une religion, et il en est de même en Finlande[réf. nécessaire]. Mais en pratique la dernière condamnation remonte à 1946. Cela valait au Danemark, condamnation de la part de l'ONU et du Conseil de l'Europe, qui considèrent les lois sur le blasphème comme une entrave à la liberté d'expression[réf. souhaitée].
Le vendredi 2 juin 2017, les députés du Folketing se sont prononcés majoritairement en faveur de la suppression de l’article 140.
Aucune jurisprudence précise n'est citée. En 2006, l'affaire des caricatures de Mahomet du journal Jyllands-Posten avait entraîné la saisine du parquet général qui avait considéré que les dessins publiés ne constituaient pas un blasphème. Début 2017, un homme ayant publié, en 2015, une vidéo qui le montrait brûlant un Coran est renvoyé devant les tribunaux.
Le 25 août 2023, le gouvernement danois présente une loi cherchant à « interdire le traitement inapproprié d'objets ayant une signification religieuse importante pour une communauté religieuse », à la suite de troubles suscités dans plusieurs pays musulmans par des profanations du Coran sur son sol. Le contrevenant s'expose à une amende et une peine de deux ans de prison. La loi est adoptée le 7 décembre 2023.

#### Espagne
Article 525 du code pénal, qui interdit « les attaques portées au dogme religieux, croyances ou cérémonies ». Cet article du code pénal a été invoqué par le Cristo del Gran Poder pour poursuivre l'auteur d'un jeu vidéo mettant en scène des personnages portant des vêtements religieux et portant des croix chrétiennes sur lesquels il faut tirer.

#### Finlande
Le chapitre X du code pénal finlandais prévoit emprisonnement et/ou amende dans le cas d'outrage ou de blasphème.

#### France
Le délit de blasphème n'existe plus en France depuis la Déclaration des droits de l'homme et du citoyen de 1789 qui pose dans son article 10, que « nul ne doit être inquiété pour ses opinions, même religieuses, pourvu que leur manifestation ne trouble pas l’ordre public établi par la Loi ». Néanmoins, durant près d'un siècle, les rapports entre liberté d’expression et religion continuent à être strictement encadrés par la loi. Est ainsi créé, en 1819, le délit d'outrage à la morale publique et religieuse. La loi prévoit que « tout outrage à la morale publique et religieuse, ou aux bonnes mœurs, par l'un des moyens énoncés […], sera puni d'un emprisonnement d'un mois à un an et d'une amende de 16 francs à 500 francs ».
La notion de blasphème est définitivement supprimée du droit français par la loi du 29 juillet 1881 sur la liberté de la presse.
Néanmoins, la « provocation aux crimes et délits » reste sanctionnée (art. 23 de la loi sur la liberté de la presse), de même que l'apologie de crimes contre l’humanité ou l'incitation à la haine ou à la violence en raison de la religion (art. 24), ou la diffamation contre un groupe religieux (art. 32). La jurisprudence établit aussi diverses limites, encadrées selon le contexte (cf. par exemple, dans les grands arrêts du Conseil d'État, Société « Les films Lutétia », 18 décembre 1959).
Le début des années 2000 voit apparaitre plusieurs affaires qui constituent la jurisprudence. Ainsi, si le blasphème est toléré, l'injure aux croyants ou la provocation à la haine contre les croyants, elles, sont réprimées.
Des propositions de loi réprimant le blasphème sont déposées en 2006 par les députés Jean-Marc Roubaud du Gard et Éric Raoult de Seine-Saint-Denis, propositions qui ne seront pas débattues.
La question du blasphème est également abordée en France en janvier 2020 lors de l'affaire Mila, une adolescente qui a eu des propos critiques envers l'islam. À la suite de cela, le président de la République Emmanuel Macron réaffirme le 12 février « le droit au blasphème » et à « critiquer les religions ».
Des militants pour la liberté d'expression ainsi que des militants antiracistes considèrent la loi de 2003 créant un « délit d'outrage au drapeau ou à l'hymne national » comme une réinstauration d'une sorte de délit de blasphème, en ce qu'elle sacralise des symboles et les rend intouchables,.
Le délit de blasphème ayant été aboli, mais la République française respectant avec égalité toutes les religions, il ressort que toute déformation volontaire et pernicieuse publique des textes fondateurs d'une religion peut être réprimée. Une étude de législation comparée confirmée publiquement par le Sénat a fait valoir en substance que tout personne croyante, témoin d'écrit ou de discours altérant de manière délétère ou perverse, la réalité des fondements de sa foi, a toujours faculté à déposer plainte pour les infractions respectives de diffamation et/ou d'injure définies aux dispositions des articles 29, 32 et 33 de la loi du 29 juillet 1881 et/ou, selon la situation, pour l'infraction de provocation à la discrimination, à la haine ou à la violence telle que définies à l'article 24 de la loi de 1881.

##### Cas de l'Alsace-Moselle
Cependant, la fin du rattachement de l'Alsace-Moselle à l'Allemagne en 1918 réintroduisit la notion de blasphème dans le droit français, via l'incorporation de l'article 166 du code pénal allemand. En Alsace-Moselle, il n’y a pas de séparation entre les Églises et l'État, le Concordat y restant applicable. Les articles 166 (relatif aux blasphèmes, injures ou outrages) et 167 (relatif aux entraves au libre exercice du culte) du code pénal local d'Alsace-Moselle punissaient le blasphème et l'entrave aux cultes de trois ans d'emprisonnement au maximum.
Ces dispositions faisaient débat lorsque l'article 167 fut utilisé à l'encontre de militants d'Act Up-Paris à la suite de leur action le 27 octobre 1996 dans la cathédrale Notre-Dame de Strasbourg, pour laquelle cinq militants furent condamnés le 5 mars 1997 à quarante jours-amende de 100 francs, jugement confirmé par l’arrêt du 30 novembre 1999 de la chambre criminelle de la Cour de cassation. En réponse à la question écrite du sénateur de Moselle Jean-Louis Masson, le ministère de l'Intérieur et de l'Aménagement du territoire confirmait le 1er juin 2006 que ces articles étaient maintenus et toujours applicables en Alsace et en Moselle. Spécialiste du droit local, le juriste Bernard Zahra jugeait cependant ces textes inopérants en raison de confusions entre les articles 166 et 167 du code pénal local, issu du code pénal allemand :

« Ces textes, qui n'ont pas d'équivalent dans la France de l'intérieur, font l'objet de peu de jurisprudence et sont souvent confondus. Ces infractions sont des délits, punis d'une peine d'emprisonnement maximum de 3 ans. En fait, le délit de blasphème est issu d'un texte en langue allemande n'ayant pas fait l'objet d'une publication officielle en français dans l'arrêté du 29 août 2013, ce qui lui enlève son caractère opposable. »

Selon un article écrit par le Russe Kirill Privalov dans Itogu, et publié en 2012 dans « Courrier international », « l'article 166 du code pénal d'Alsace-Moselle dispose [encore aujourd'hui] que celui qui aura causé un scandale en blasphémant contre Dieu par des propos outrageants etc. sera puni d'un emprisonnement de trois ans au plus. » La loi de 1905 de séparation des Églises et de l'État ne s'applique pas dans les trois départements du Bas-Rhin, du Haut-Rhin et de la Moselle, allemands entre 1871 et 1918 (Alsace-Moselle).
Le 6 janvier 2015, les représentants des cultes catholique, protestants, juif et musulman d'Alsace-Moselle proposaient lors d'une audition commune à Paris devant l’Observatoire de la laïcité d'abroger la législation locale relative au blasphème.
Le 20 octobre 2016, le Sénat a adopté, à la suite d'un avis en ce sens de l'Observatoire de la laïcité, un amendement au projet de loi « Égalité et Citoyenneté » abrogeant le délit de blasphème prévu par l'article 166 du code pénal local applicable dans ces trois départements.
Le délit de blasphème a ainsi été abrogé par l'article 172 de la loi no 2017-86 du 27 janvier 2017 relative à l'égalité et à la citoyenneté qui harmonise les peines prévues par le droit pénal local en cas de troubles du culte sur celles prévues en droit français. Les associations laïques locales et nationales demandent, au-delà, la suppression négociée et progressive des ingérences du religieux dans la vie publique de ces trois départements, du salariat des cultes qui y sont reconnus et l'alignement de la législation sur celle du reste du pays, à savoir sur le régime de la loi de séparation des Églises et de l’État de 1905.

##### Cas de la France d'outre-mer
La loi française de séparation des Églises et de l'État ne s'applique pas en Guyane française, à Saint-Pierre-et-Miquelon, en Nouvelle-Calédonie, en Polynésie, et, pour l'essentiel (le choix y est désormais laissé entre le régime de droit commun et celui de droit local) à Mayotte. La loi de 1905 prévoyait que des décrets particuliers seraient pris pour traduire son application dans les territoires d'outremer. Cela n'a été le cas que dans les Antilles. La Guyane (alors colonie) a été exclue du champ de cette loi après que le Gouvernement a suivi l'avis négatif rendu par la commission coloniale le 1er avril 1911. Elle n'est pas non plus sous le régime du Concordat et des articles organiques, mais sous celui de l'ordonnance royale de Charles X du 27 août 1828, qui fait bénéficier au culte catholique d'un financement public. La Guyane et les autres territoires de la France d'outre-mer cités plus haut sont également régis par les décrets Mandel de 1939 concernant l'organisation des cultes.
Toutefois, aucun de ces territoires ne disposant d'un droit pénal local, le délit de blasphème n'y existe pas davantage que dans le reste de la République.
Ainsi, les auteurs de la pose d'une tête de cochon sur une mosquée du département de Mayotte, dont la population est majoritairement de confession musulmane, ont été relaxés en appel,.

#### Grèce
L’article 198 du code pénal grec punit celui qui, en public et avec malveillance, offense Dieu de quelque manière que ce soit, et celui qui manifeste en public, en blasphémant, un manque de respect envers le sentiment religieux.
Le correspondant du quotidien Le Monde à Athènes écrit en 2012 : « Le code pénal grec consacre deux articles au blasphème. L'article 198 vise le blasphème contre Dieu, passible de deux ans de prison. L'article 199 prévoit la même peine en cas de blasphème contre la religion orthodoxe et les autres religions reconnues (…) En Grèce, l'Église n'est pas séparée de l'État, qui paye les salaires des popes. Et les partis politiques sont peu désireux de se mettre à dos la très influente Église orthodoxe ».
Cette loi a été utilisée pour faire condamner à 6 mois de prison in abtentia en janvier 2005 l'illustrateur autrichien Gerhard Haderer pour une bande dessinée jugée blasphématoire après en avoir interdit la parution en 2003. La cour d'appel a levé l'interdiction « car l'ouvrage n'est pas blasphématoire » et sous la pression de la communauté européenne.

#### Irlande
Par un référendum organisé le même jour que l'élection présidentielle, le 26 octobre 2018, les Irlandais abrogent la criminalisation du blasphème introduite en 1937 dans la Constitution irlandaise. L'abrogation de cette disposition très peu appliquée était soutenue par l'Église catholique d’Irlande, qui la qualifiait de « largement obsolète ».

Avant cela, le blasphème était interdit par la Constitution. Depuis le 1er janvier 2010, par le Defamation Act 2009, le blasphème en Irlande était devenu un délit. Le blasphémateur risquait une amende allant jusqu'à 25 000 euros. Le texte de la loi était rédigé ainsi : 

« publishing or uttering matter that is grossly abusive or insulting in relation to matters sacred by any religion, thereby intentionally causing outrage among a substantial number of adherents of that religion, with some defences permitted. »

 Toutes les religions étaient concernées par cette loi, raison pour laquelle elle avait été promulguée. Selon le commentaire de Dermot Ahern, comme la Constitution ne protégeait jusqu'alors que la religion chrétienne et l'immigration étant en hausse, cette loi était nécessaire. Des citoyens irlandais protestaient et demandaient l'abrogation de cette loi dont ils estiment qu'elle avait un « caractère médiéval ».

#### Islande
L'article 125 du code pénal islandais traitant du blasphème a été abrogé le 2 juillet 2015 par le parlement, par 43 voix contre 1 (3 abstentions, 16 absents).
Avant son abrogation, l'article prévoyait une amende ou une peine d'emprisonnement d'au plus trois mois.

#### Italie
L'article 724 du code pénal italien réprime « quiconque blasphème publiquement, par des invectives ou des paroles outrageantes contre la divinité ». Cependant, cet article n'est plus appliqué .

#### Norvège
Loi de 1930.
Le film satirique Monty Python : La Vie de Brian y a été interdit pendant un an. Les journaux suédois ont pu titrer : « Ce film est tellement drôle qu'il a été interdit en Norvège. » Les auteurs n'ont pas été poursuivis[réf. nécessaire].

#### Pays-Bas
Aux Pays-Bas, la loi contre le blasphème a été abrogée le 3 décembre 2013 par une majorité parlementaire.
Jusqu'alors, les articles 147 et 429 bis du code interdisaient et sanctionnaient le blasphème. Entré au code pénal en 1932 après un projet du parti communiste de l’époque d’interdire les célébrations de Noël, le délit de blasphème pouvait être puni de 1 à 3 mois d’emprisonnement et d’une amende de 100 à 150 florins (45 à 67 euros). L'article 147 du code pénal a été utilisé sans succès pour la dernière fois en 1966 à l'encontre de l'écrivain Gerard Reve.

#### Pologne
En 2003, l'artiste Dorota Nieznalska est poursuivie pour avoir réalisé une sculpture représentant des organes génitaux suspendus à un crucifix chrétien.

#### Royaume-Uni
La dernière personne pendue pour blasphème en Grande-Bretagne était Thomas Aikenhead âgé de 20 ans, en Écosse en 1697. Il fut poursuivi pour avoir nié la véracité de l'Ancien Testament et la légitimité des miracles du Christ.
Le 5 mars 2008, la Chambre des lords vote pour l'abolition du crime de blasphème à l'instigation du député démocrate-libéral Evan Harris, tandis que la Commission des lois avait recommandé cette abolition vingt-et-un ans auparavant.

#### Russie
Selon l’article 14 de la Constitution russe, la fédération de Russie est un État laïc.
En juin 2013, la Douma adopte une loi prévoyant des peines pouvant atteindre 500 000 roubles d'amende et trois années de prison pour des « actes publics exprimant un irrespect vis-à-vis de la société ayant pour objectif d’offenser les sentiments religieux des croyants ».
Une partie importante de la société russe s'oppose alors au projet en affirmant qu'il contredit les principes de base d'un État libre et laïque. Sergueï Mitrokhine, chef de l'un des plus anciens partis politiques russe (Iabloko), manifeste avec une affiche comparant le projet avec l'Inquisition espagnole.
Des critiques (par exemple Amnesty International) y voient un rétablissement du délit de blasphème.

#### Suisse
Art. 261 du code pénal :

« Atteinte à la liberté de croyance et des cultes

Celui qui, publiquement et de façon vile, aura offensé ou bafoué les convictions d’autrui en matière de croyance, en particulier de croyance en Dieu, ou aura profané les objets de la vénération religieuse,

celui qui aura méchamment empêché de célébrer ou troublé ou publiquement bafoué un acte cultuel garanti par la Constitution,

celui qui, méchamment, aura profané un lieu ou un objet destiné à un culte ou à un acte cultuel garantis par la Constitution,

sera puni d’une peine pécuniaire de 180 jours-amende au plus. »

### Amérique du Nord

#### Canada
Dans le code criminel du Canada, la « diffamation blasphématoire » était autrefois une infraction passible d'un maximum de deux ans de prison en vertu de l'article 296 du Code criminel. Toutefois, cette disposition a été abrogée lors de la réforme du Code criminel en 2019.
Après l'attentat contre Charlie Hebdo du 7 janvier 2015, des militants laïques veulent abroger la loi anti-blasphème au Canada. Les chefs de deux organisations de défense de la laïcité – Humanist Canada et le Center for inquiry – ont rencontré des officiels du gouvernement : « Ces meurtres nous attristent profondément et nous convainquent encore davantage qu'il faut éliminer les vestiges de ces attitudes anciennes », a expliqué Eric Adriaans, le directeur du Center for Inquiry, qui pense que « l'interdiction du blasphème est en contradiction avec les idéaux de liberté d'expression que le gouvernement canadien défend à l'international ».

#### États-Unis

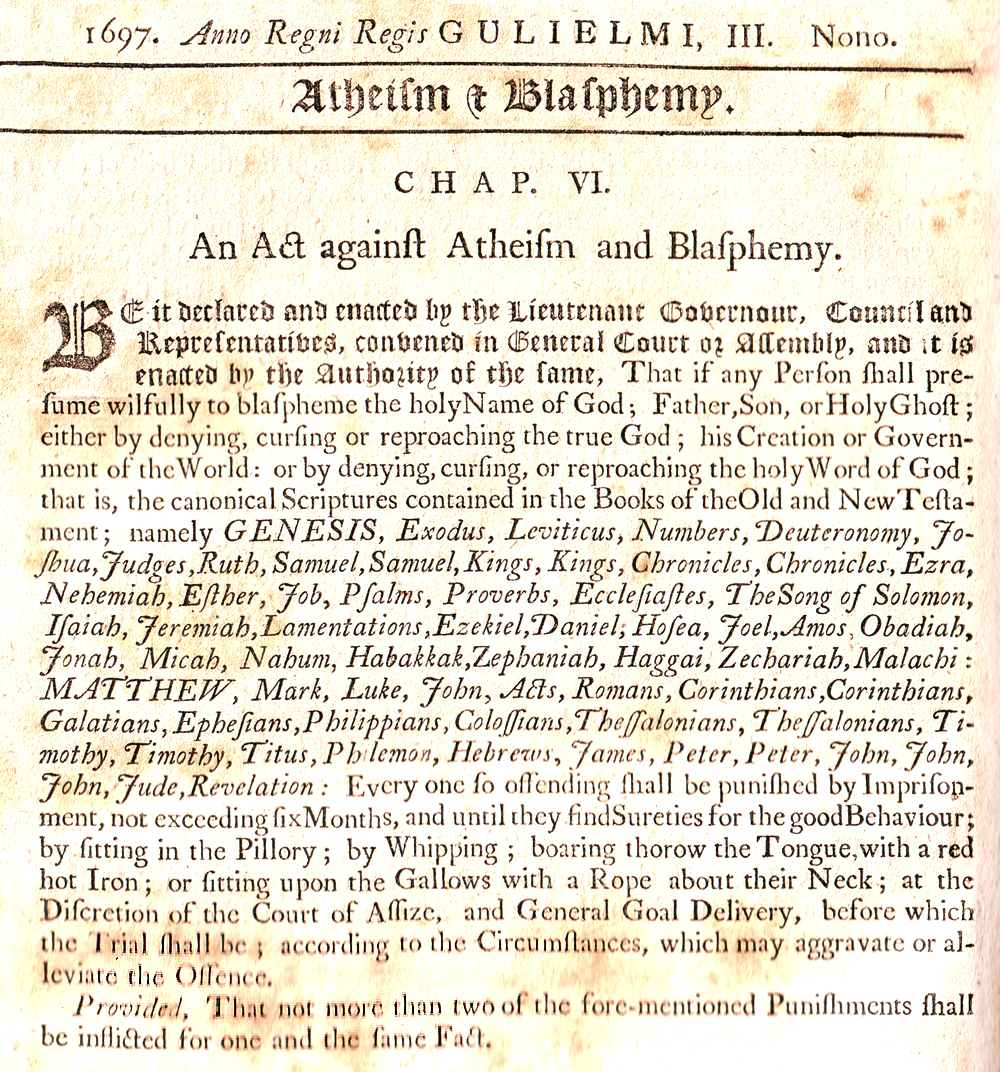
Loi contre l'athéisme et le blasphème, colonie de la baie du Massachusetts, 1697.

Il n'existe actuellement aucune loi fédérale anti-blasphème. Plusieurs États américains - dont le Massachusetts et le Michigan - disposent encore de lois permettant d'attaquer éventuellement une publication. Cependant le 1er amendement qui garantit la liberté d'expression devrait permettre d'éviter leur application.
Notons qu'en 1952 un jugement important, dit Joseph Burstyn, Inc contre Wilson a déclaré anticonstitutionnelle l'interdiction du court-métrage The Miracle de Roberto Rossellini, un film jugé « vil, blessant et blasphématoire ».
Le premier musulman élu au congrès américain, Keith Ellison, a prêté serment à la Constitution des États-Unis sur le Coran. Traditionnellement, les élus prêtent serment en tenant la main sur la Bible. Ce serment sur le Coran a fait dire à la droite religieuse et conservatrice qu'il s'agit d'un « blasphème à la Constitution ».